# Beta Serpentis
Beta Serpentis (Chow, 28 Serpentis) é uma estrela na direção da Serpens. Possui uma ascensão reta de 15h 46m 11.21s e uma declinação de +15° 25′ 18.9″. Sua magnitude aparente é igual a 3.65. Considerando sua distância de 153 anos-luz em relação à Terra, sua magnitude absoluta é igual a 0.29. Pertence à classe espectral A3V.